# Holt, Bacău
Holt este un sat în comuna Letea Veche din județul Bacău, Moldova, România.
Holt este o localitate situată în partea de nord-est a comunei Letea-Veche, lângă șoseaua Calea Bârladului, pe malul drept al Siretului, și are actualmente un număr de 1438 locuitori. După informațiile oferite de prezența online a primariei Letea Veche satul ar fi atestat în documente doar din anul 1879. Clopotul vechi al bisericii din localitate este însă mult mai vechi. Despre satul Holt aceeași sursă afirmă că la origine locuitorii acestei așezări ar fi ruși rămași din timpul războiului cu turcii din 1877 pe aceste meleaguri, dând naștere localității Holt.
Până în anul 1950 acest sat aparținea comunei Săucești, ulterior a trecut la comuna Letea-Veche. Holt este una dintre localitatile puternic afectate de inundațiile din iulie 2008. 